# Euproctis umbrifera
Euproctis umbrifera är en fjärilsart som beskrevs av Alfred Ernest Wileman 1910. Euproctis umbrifera ingår i släktet Euproctis och familjen tofsspinnare. Inga underarter finns listade i Catalogue of Life.